# Kim Ki-duk
Kim Ki-duk (Bongwha, 20 december 1960 – Riga, 11 december 2020) was een Zuid-Koreaanse filmregisseur.
Hij werd thuis mishandeld door zijn vader en kon uiteindelijk vluchten naar Europa. Van 1990 tot 1992 studeerde hij in Parijs. Na zijn terugkeer naar Korea begon Kim als scenarioschrijver. In 1993 won hij de eerste prijs in een wedstrijd van het Opleidingsinstituut voor Scenarioschrijven.
In 1996 debuteerde hij als regisseur met Crocodile.
Voor zijn film Samaritan Girl kreeg hij in 2004 de prijs voor beste regisseur op het Internationaal filmfestival van Berlijn. Hij won ook prijzen bij Filmfestival van Cannes en Filmfestival van Venetië (Gouden Leeuw voor de film Pieta in 2012).
In 2017 werd hij aangeklaagd door diverse actrices voor aanranding. Hij werkte sindsdien in Kazachstan en Letland.
In 2020 stierf Ki-duk in een Lets ziekenhuis aan de gevolgen van het coronavirus vlak voor zijn 60e verjaardag.

## Filmografie
| Year | Engelse titel                                     | Koreaanse titel                | Geromaniseerde titel                 |
| ---- | ------------------------------------------------- | ------------------------------ | ------------------------------------ |
| 1996 | Crocodile                                         | 악어                           | Ag-o                                 |
| 1996 | Wild Animals                                      | 야생 동물                      | Yasaeng dongmul bohoguyeog           |
| 1998 | Birdcage Inn                                      | 파란 대문                      | Paran daemun                         |
| 2000 | Real Fiction                                      | 실제 상황                      | Shilje sanghwang                     |
| 2000 | The Isle                                          | 섬                             | Seom                                 |
| 2001 | Address Unknown                                   | 수취인불명                     | Suchwiin bulmyeong                   |
| 2001 | Bad Guy                                           | 나쁜 남자                      | Nabbeun namja                        |
| 2002 | The Coast Guard                                   | 해안선                         | Haeanseon                            |
| 2003 | Spring, Summer, Autumn, Winter... and Spring      | 봄, 여름, 가을, 겨울 그리고 봄 | Bom yeoreum gaeul gyeoul geurigo bom |
| 2004 | Samaritan Girl                                    | 사마리아                       | Samaria                              |
| 2004 | Bin-jip (3-Iron)                                  | 빈집                           | Bin-jip                              |
| 2005 | The Bow                                           | 활                             | Hwal                                 |
| 2006 | Time                                              | 시간                           | Shi gan                              |
| 2007 | Breath                                            | 숨                             | Soom                                 |
| 2008 | Sad Dream                                         | 비몽                           | Bimong                               |
| 2011 | Arirang                                           | 아리랑                         |                                      |
| 2011 | Amen                                              | 아멘                           |                                      |
| 2012 | Pietà                                             | 피에타                         |                                      |
| 2013 | Moebius                                           | 뫼비우스                       |                                      |
| 2014 | One on One                                        | 일대일                         |                                      |
| 2015 | Stop                                              | 스톱                           |                                      |
| 2016 | The Net                                           | 그물                           |                                      |
| 2018 | The Time of Humans (Human, Space, Time and Human) | 인간의 시간                    |                                      |